# Bank End
Bank End – wieś w Anglii, w Kumbrii. Leży 71 km na południe od miasta Carlisle i 372 km na północny zachód od Londynu.